# Lingue dene-ienisseiane
Le  lingue dene-ienisseiane sono una famiglia linguistica composta dalle lingue ienisseiane della Siberia centrale e le lingue na-dene dell'America settentrionale. Questa famiglia è di recente costituzione in quanto emersa a seguito di studi effettuati in questi ultimi anni come indicato di seguito.

## Storia
Nel 2008 il professor Edward Vajda, della Western Washington University ha presentato i risultati di uno studio durato 10 anni in cui ha dimostrato che la lingua ket, facente parte delle lingue ienisseiane della Siberia centrale, e le lingue na-dene hanno un antenato in comune.
Lo studio, basato sulla consolidata metodologia linguistica comparativa, è stato presentato in un Simposium internazionale tenutosi nel febbraio 2008 a Fairbanks e Anchorage, in Alaska. I risultati dello studio sono stati favorevolmente accolti e condivisi da molti eminenti linguisti presenti al simposium, tra cui Michael Krauss, Jeff Leer, James Kari, e Heinrich Werner, nonché una serie di altri linguisti eminenti, come Bernard Comrie, Johanna Nichols, Victor Golla, Michael Fortescue, Eric Hamp, come indicato nel documento finale redatto alla conclusione del simposium stesso.
Un'ulteriore conclusione illustrata nel suddetto documento finale è che la lingua haida, spesso considerata parte della famiglia ienisseiana, non è invece ad esse relativa e va pertanto considerata come lingua isolata.

## Classificazione
In accordo con le risultanze sopra esposte la classificazione delle lingue Dené-ienisseiane è al momento la seguente:
- Lingue ienisseiane
  - Gruppo ienisseiano settentrionale:
    - Lingua ket
    - Lingua yugh (probabilmente estinta)

  - Gruppo ienisseiano meridionale:
    - Lingue arin (estinte)
    - Lingue kott (estinte)
- Lingue na-dene
  - Lingua tlingit
  - Gruppo athapaskan-eyak:
    - Lingue athapaska
    - Lingua eyak (estinta)